# Nicolai Iakovlevici Marr
Nicolai Iakovlevici Marr (rusă Никола́й Я́ковлевич Марр) 25 decembrie stil vechi/6 ianuarie stil nou  1864 Kutaisi – 20 decembrie 1934 Leningrad) a fost un controversat om de știință sovietic a cărui teorie monogenetică a limbii (teoria iafetică) a constituit ideologia aprobată oficial a lingviștilor sovietici până în 1950, când Stalin însuși a desființat-o ca fiind neștiințifică.

## Biografia și opera
Marr s-a născut în Kutaisi, Georgia, în familia mixtă scoțiano-georgiană a unui grădinar de peste 80 de ani, James Marr. Părinții lui Marr vorbeau limbi diferite, nici unul dintre ei necunoscând limba rusă. După ce a absolvit Universitatea de Stat din Sankt Petersburg, a predat aici din 1891, ajungând decan al Facultății de Orientalistică, în 1911, și membru al Academiei Ruse de Științe, în 1912. În această perioadă a participat la săpăturile arheologice de la capitala antică a Armeniei, Ani și a introdus în circuitul științific și public numeroase monumente ale literaturii vechii armenești și georgiene.
Marr și-a câștigat o reputație fabuloasă de geniu rebel cu teoria sa monogenetică a limbii (teoria iafetică), postulând originea comună a limbilor caucaziene, semitice-hamitice și bască. În 1924, el merge și mai departe, afirmând că toate limbile vorbite sunt descendentele unei singure proto-limbi, care ar fi fost constituită din patru exclamații răspândite: sal, ber, yon, rosh. Deși limbile trec prin anumite stadii de dezvoltare, paleontologia lingvistică ar face posibilă recunoașterea exclamațiilor primordiale în oricare dintre limbile vorbite la un moment dat.
Pentru a câștiga sprijin pentru teoria sa speculativă, Marr a îmbrăcat-o într-o haină marxistă. El a emis ipoteza că limbile moderne au tendința să se unească într-o singură limbă a societății comuniste. Această teorie a fost baza unei campanii de masă în deceniul al patrulea al secolului trecut pentru introducerea alfabetului latin în Uniunea Sovietică pentru etniile mici, așa cum era cazul moldovenilor din RSSA Moldovenească.
Teoria sa a fost foarte bine primită de oficialii sovietici, Marr fiind numit director al Bibliotecii Naționale a Rusiei între 1926-1930 și al Institutului Iafetic al Academiei de Științe din 1921 până la moartea sa. A fost ales vicepreședinte al Academiei Sovietice de Științe în 1930.

## Stalin despre Marr
În faimosul lui atac împotriva lui Marr, Stalin scrie, în  Marxismul și problemele lingvisticii (1950):
N. I. Marr a introdus în lingvistică o formulă incorectă și nemarxistă cu privire la '"caracterul de clasă" al limbii și a intrat într-o încurcătură și a pus lingvistica într-o încurcătură. Lingvistica sovietică nu poate avansa bazându-se pe o formulă incorectă, care este contrară întregului curs al istoriei popoarelor și limbilor.